# Liste von Zielfernrohren gemäß den Kennblättern fremden Geräts D 50/7

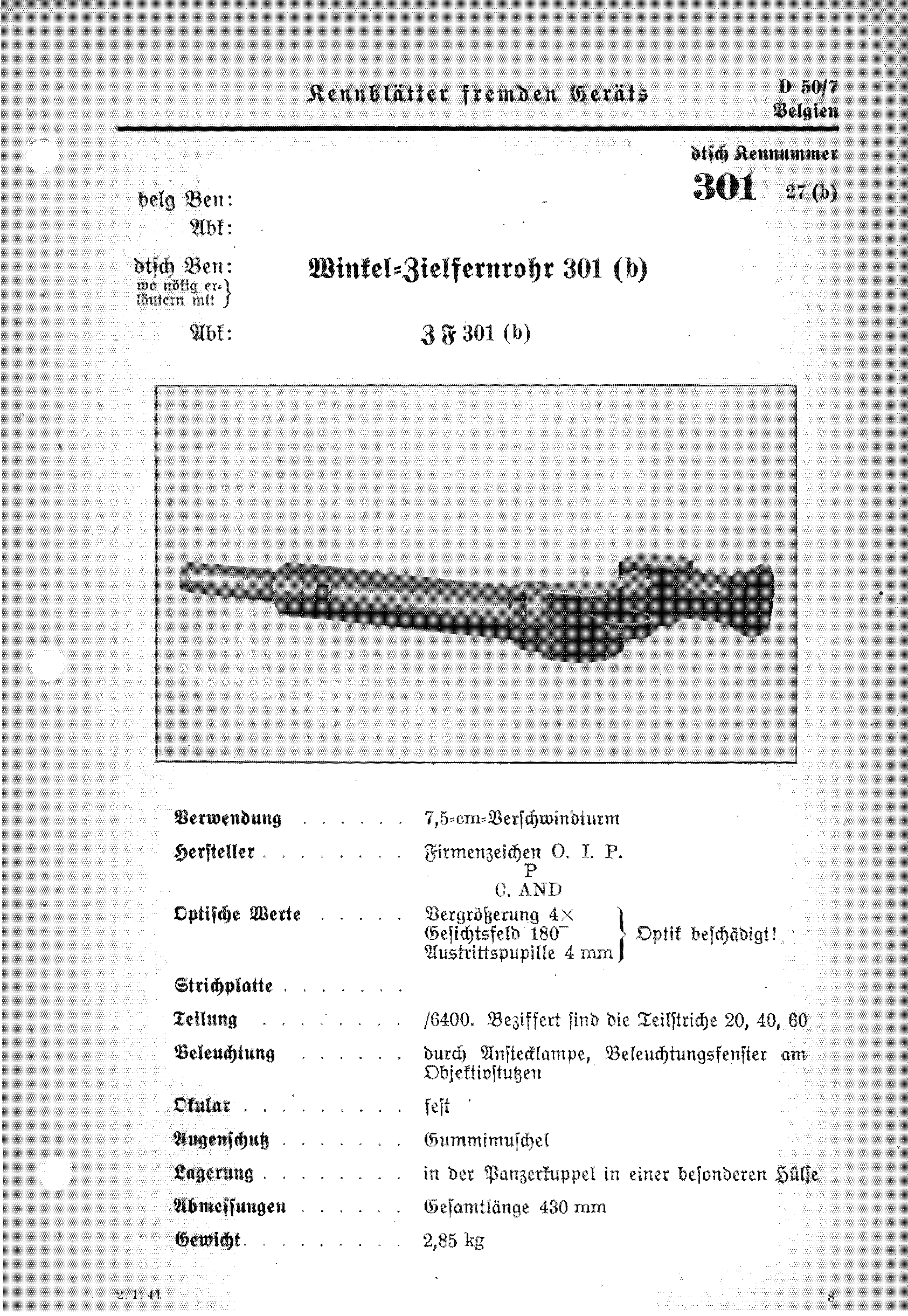
Kennblattbeispiel zu
D 50/7 Nr 301 05 (b)

In dieser Liste von Zielfernrohren gemäß den Kennblättern fremden Geräts D 50/7 werden Fremdgeräte vom Typ Zielfernrohr aufgeführt, die vom Heereswaffenamt verzeichnet wurden.
Nachfolgend ein Überblick/Auszug zur offiziellen Dokumentation Kennblätter fremden Geräts D 50/7: Beobachtungs- und Vermessungsgerät.

## Hinweise zur Liste
Aufbau der Tabelle
Untenstehende Tabelle führt folgenden Spalteninhalte:
- dtsch. Kennnr. (deutsche Kenn-Nummer), dies entspricht dem Originalindex in den Kopfzeilen der Kennblätter mit Kennnummer, Stoffgebietenummer und Beutezeichen.
- Abk. dtsch. Ben. (Abkürzung deutsche Benennung), Originalbezeichnung entnommen aus der fünften Zeile der Kennblätter.
- Landesbez. nach HWA (Heereswaffenamt), Originalangaben entnommen aus der ersten Zeile der Kennblätter.
- (Wikipedia-Artikel) Link zum Wikipedia-Artikel in runden Klammern in der zweiten Zeile unter Landesbez. nach HWA.
- Bild, eine Bildauswahl aus Wikipedia für dieses Objekt.
- Bemerkungen, Originalangaben entnommen aus den erweiterten Angaben der Kennblätter.

 Info: Die in der Tabelle angegebenen Originaleinträge sollen nicht geändert werden, weil diese den Angaben aus den Kennblättern entsprechen. Nach neuerem Forschungsstand sind teilweise Errata in den Kennblättern erkannt worden. Diese werden unten im Abschnitt Anmerkungen jeweils zur Kenn-Nummer erläutert. Die Wikilinks in den runden Klammern sollten das Lemma der entsprechenden Artikel in Wikipedia enthalten.

## Tabellarische Übersicht
| dtsch. Kennr. | Abk. dtsch. Ben. | Landesbez.nach HWA (Wikipedia-Artikel) | Bild | Bemerkungen |
| ------------- | ---------------- | -------------------------------------- | ---- | --- |
| 301 27 (b)    | Z F 301 (b)      | in D 50/7 keine Angabe ( )             |      | für 7,5 cm Verschwindturm                                                                                             |
| 302 27 (b)    | Z F 302 (b)      | in D 50/7 keine Angabe ( )             |      | für 6 cm Pak (in Mauerscharte)                                                                                        |
| 303 27 (b)    | Z F 303 (b)      | in D 50/7 keine Angabe ( )             |      | für 7,5 cm Kasematte A                                                                                                |
| 304 27 (b)    | Z F 304 (b)      | in D 50/7 keine Angabe ( )             |      | |
| 305 27 (b)    | Z F 305 (b)      | in D 50/7 keine Angabe ( )             |      | 7,5 cm Zwilling- Verschwundturm                                                                                       |
| 306 27 (f)    | Z F 306 (f)      | in D 50/7 keine Angabe ( )             |      | 2,5 cm Pak und für MG                                                                                                 |
| 307 27 (f)    | Z F 307 (f)      | in D 50/7 keine Angabe ( )             |      | 4,7 cm Pak |
| 308 27 (f)    | Z F 308 (f)      | in D 50/7 keine Angabe ( )             |      | 2,5 cm Pak |
| 309 27 (f)    | Z F 309 (f)      | in D 50/7 keine Angabe ( )             |      | 2,5 cm Pak, Zielfernrohre ähnlicher Bauart werden im tschechischen Kampfwagen verwendet                               |
| 310 27 (f)    | Z F 310 (f)      | in D 50/7 keine Angabe ( )             |      | Zielfernrohr für 2,5 cm Kw K und 7,5 mm MG im Pz Sp Wg P 204 (f)                                                      |
| 311 27 (f)    | Z F 311 (f)      | in D 50/7 keine Angabe ( )             |      | für Pz Sp Wg und Pz Kpfw                                                                                              |
| 312 27 (f)    | Z F 312 (f)      | in D 50/7 keine Angabe ( )             |      | für 3,7 cm Kw K und 7,5 mm MG bei Pz Kpfw 731 (f), Pz Kpfw 734 (f), Pz Kpfw 735 (f), Pz Kpfw 736 (f), Pz Kpfw 737 (f) |
| 313 27 (f)    | Z F 313 (f)      | in D 50/7 keine Angabe ( )             |      | für 4,7 cm Kw K und 7,9 mm MG bei Pz Kpfw 739 (f), Pz Kpfw B 1 740 (f)                                                |
| 314 27 (f)    | Z F 314 (f)      | in D 50/7 keine Angabe ( )             |      | für 7,5 cm Kw K bei Pz Kpfw B 1 740 (f)                                                                               |
| 315 27 (f)    | Z F 315 (f)      | in D 50/7 keine Angabe ( )             |      | für 2,5 cm Pak und 7,5 cm Zwilling-MG                                                                                 |
| 316 27 (f)    | Z F 316 (f)      | in D 50/7 keine Angabe ( )             |      | für 4,7 cm Pak 181 (f)                                                                                                |
| 321 27 (r)    | Z F 321 (r)      | in D 50/7 keine Angabe ( )             |      | für MG in Kasematten                                                                                                  |
| 323 27 (r)    | Z F 323 (r)      | in D 50/7 keine Angabe ( )             |      | für 4,7 cm Pak in Kasematte                                                                                           |
| 325 27 (r)    | Z F 325 (r)      | in D 50/7 keine Angabe ( )             |      | für 7,6 cm Kw K und MG                                                                                                |